# كاركاه
كاركاه (بالفارسية: كارگاه) (بالإنجليزية: Kargah)‏، قرية في ناحية صحراء باغ (بالفارسية: بخش صحراى باغ)، قسم صحراء باغ الريفي، مقاطعة لارستان، محافظة فارس، إيران. يبلغ عدد سكانها حسب إحصاء عام 2006 ميلادية 763 نسمة في 158 عائلة.